# Лаблер, Владимир
Владимир Лаблер (чеш. Vladimír Labler, нем. Wladimir Labler; 22 марта 1847, Прага — 1 июля 1914, Триест) — чешский дирижёр и скрипач. Сын Франтишека Лаблера.
В 1863 году дебютировал как скрипач и альтист в оркестре Пражской оперы. В 1864 г. перебрался в Брно, играл в оркестре городского театра, с 1868 года одновременно регент хора в костёле Святого Томаша. С 1872 года жил и работал в Оломоуце, руководил хором костёла Святого Морица и немецкими любительскими хоровыми коллективами. В 1886—1896 годах играл в оркестре Байройтского фестиваля. С 1879 года выпускал в Праге, а затем в Вене песенники для учащихся австрийской школы, пользовавшиеся широким спросом. Автор церковной и хоровой музыки, дидактических сочинений.
Наиболее известен как второй (спустя чуть менее чем год после венской премьеры) дирижёр, исполнивший Восьмую симфонию Антона Брукнера.
Сын, также Владимир Лаблер (1872—1929), советник, входил в руководство музеев в Лиенце и Инсбруке, его портрет написал Адольф Гуггенбергер.